# Sejoidea
Sejoidea Berlese, 1885 é uma superfamília de ácaros pertencentes à ordem Mesostigmata da superordem Parasitiformes. A superfamília é a única que integra a subordem Sejina.

## Descrição
Inclui um conjunto de espécies com distribuição natural cosmopolita, comuns em habitats tão diversificados como os ocos de árvores, cupinzeiros, ninhos de pássaros e roedores e depósitos de lixo.

## Taxonomia
A superfamília inclui 5 famílias subdivididas em 10 géneros e 59 espécies.
Três famílias foram originalmente descritas no agrupamento taxonómico Sejina (Sejidae (=Liroaspididae Trägårdh, 1946); Uropodellidae; e Ichthyostomatogasteridae), e duas outras adicionadas mais tarde, depois sinonimização de Heterozerconina com Sejina. Actualmente estão compreendidas no táxon as seguintes famílias:
- Discozerconidae, Berlese, 1910;
- Heterozerconidae, Berlese, 1892;
- Ichthyostomatogasteridae, Sellnick, 1953;
- Sejidae, Berlese, 1913;
- Uropodellidae, Camin, 1955.